# Campionati del mondo di atletica leggera 1983 - 200 metri piani maschili
Le gara dei 200 metri piani maschili dei Campionati del mondo di atletica leggera 1983 si sono svolte tra il 13 e il 14 agosto.

## Podio
| Pos.    | Atleta        | Nazionalità | Tempo | Note |
| ------- | ------------- | ----------- | ----- | ---- |
| Oro     | Calvin Smith  | Stati Uniti | 20"14 |      |
| Argento | Elliott Quow  | Stati Uniti | 20"41 |      |
| Bronzo  | Pietro Mennea | Italia      | 20"51 |      |

## Situazione pre-gara

### Record
Prima della competizione, erano in vigore i seguenti record della specialità:
| Record                | Prestazione  | Atleta        | Data e luogo                                 |
| --------------------- | ------------ | ------------- | -------------------------------------------- |
| Record mondiale       | 19"72        | Pietro Mennea | 12 settembre 1979 Città del Messico, Messico |
| Record dei campionati | Nuovo evento | Nuovo evento  | Nuovo evento                                 |

### Campioni in carica
| Campione | Atleta               | Prestazione  | Data                                   | Competizione                |
| -------- | -------------------- | ------------ | -------------------------------------- | --------------------------- |
| Olimpico | Pietro Mennea Italia | 20"19        | 25 luglio 1980 Mosca, Unione Sovietica | Giochi della XXII Olimpiade |
| Mondiale | Nuovo evento         | Nuovo evento | Nuovo evento                           | Nuovo evento                |

### La stagione
Prima di questa gara, gli atleti con le migliori tre prestazioni dell'anno erano:
| Pos. | Atleta                    | Prestazione | Data                                     |
| ---- | ------------------------- | ----------- | ---------------------------------------- |
| 1    | Carl Lewis Stati Uniti    | 19"75       | 19 giugno 1983 Indianapolis, Stati Uniti |
| 2    | Larry Myricks Stati Uniti | 20"03       | 19 giugno 1983 Indianapolis, Stati Uniti |
| 3    | Calvin Smith Stati Uniti  | 20"13       | 19 giugno 1983 Indianapolis, Stati Uniti |

## Risultati

### Qualificazioni
Si qualificano ai quarti i primi tre classificati di ogni batteria e gli otto atleti con i migliori tempi tra gli esclusi.

#### Batteria 1
| Pos. | Nome                   | Nazionalità       | Tempo | Note |
| ---- | ---------------------- | ----------------- | ----- | ---- |
| 1    | Frank Emmelmann        | Germania Est      | 20"95 | Q    |
| 2    | Cameron Sharp          | Regno Unito       | 21"07 | Q    |
| 3    | Bruce Frayne           | Australia         | 21"15 | Q    |
| 4    | Christopher Brathwaite | Trinidad e Tobago | 21"24 | q    |
| 5    | Hector Daley           | Panama            | 21"49 | q    |
| 6    | Earl Haley             | Guyana            | 21"55 | q    |
| 7    | Moussa Savadogo        | Mali              | 22"33 |      |
| 8    | Awudu Nuhu             | Ghana             | 22"93 |      |

#### Batteria 2
| Pos. | Nome                     | Nazionalità        | Tempo | Note |
| ---- | ------------------------ | ------------------ | ----- | ---- |
| 1    | Pietro Mennea            | Italia             | 20"80 | Q    |
| 2    | Sergej Sokolov           | Unione Sovietica   | 20"94 | Q    |
| 3    | Paul Narracott           | Australia          | 21"08 | Q    |
| 4    | Luis Schneider           | Cile               | 21"23 | q    |
| 5    | Giorgio Mautiño Batuello | Perù               | 21"78 |      |
| 6    | Hoa Nguyen Truong        | Vietnam            | 22"68 |      |
| 7    | Gervais Kirolo           | Rep. Centrafricana | 23"10 |      |

#### Batteria 3
| Pos. | Nome                  | Nazionalità      | Tempo | Note |
| ---- | --------------------- | ---------------- | ----- | ---- |
| 1    | João Batista da Silva | Brasile          | 20"93 | Q    |
| 2    | Vladimir Muravyov     | Unione Sovietica | 21"12 | Q    |
| 3    | Desai Williams        | Canada           | 21"36 | Q    |
| 4    | Mohamed Yudi Purnomo  | Indonesia        | 21"88 |      |
| 5    | Joseph Leota          | Samoa            | 22"33 |      |
| 6    | Nagib Salem Ahmed     | Yemen            | 23"22 |      |
| 7    | Colin Bradford        | Giamaica         | 24"15 |      |

#### Batteria 4
| Pos. | Nome            | Nazionalità  | Tempo | Note |
| ---- | --------------- | ------------ | ----- | ---- |
| 1    | Carlo Simionato | Italia       | 20"76 | Q    |
| 2    | Elliott Quow    | Stati Uniti  | 21"01 | Q    |
| 3    | Atlee Mahorn    | Canada       | 21"14 | Q    |
| 4    | Angel Heras     | Spagna       | 21"29 | q    |
| 5    | Roland Jokl     | Austria      | 21"30 | q    |
| 6    | David Sawyerr   | Sierra Leone | 22"23 |      |
| 7    | John Albertie   | Saint Lucia  | 22"53 |      |

#### Batteria 5
| Pos. | Nome                  | Nazionalità               | Tempo | Note |
| ---- | --------------------- | ------------------------- | ----- | ---- |
| 1    | Allan Wells           | Regno Unito               | 21"14 | Q    |
| 2    | Boubacar Diallo       | Senegal                   | 21"17 | Q    |
| 3    | Christopher Madzokere | Zimbabwe                  | 21"78 | Q    |
| 4    | Dean Greenaway        | Isole Vergini Britanniche | 22"24 |      |
| 5    | Juan Núñez            | Rep. Dominicana           | dns   | dns  |
| 6    | Pierfrancesco Pavoni  | Italia                    | dns   | dns  |
| 7    | Tony Sharpe           | Canada                    | dns   | dns  |

#### Batteria 6
| Pos. | Nome           | Nazionalità   | Tempo | Note |
| ---- | -------------- | ------------- | ----- | ---- |
| 1    | Calvin Smith   | Stati Uniti   | 21"10 | Q    |
| 2    | Leroy Reid     | Giamaica      | 21"13 | Q    |
| 3    | Patrick Barré  | Francia       | 21"34 | Q    |
| 4    | Jae-Keun Chang | Corea del Sud | 21"39 | q    |
| 5    | Gustavo Capart | Argentina     | 21"66 |      |
| 6    | Rubén Inácio   | Angola        | 22"33 |      |
| 7    | Trevor Davis   | Anguilla      | 22"80 |      |

#### Batteria 7
| Pos. | Nome              | Nazionalità    | Tempo | Note |
| ---- | ----------------- | -------------- | ----- | ---- |
| 1    | Innocent Egbunike | Nigeria        | 21"28 | Q    |
| 2    | István Nagy       | Ungheria       | 21"50 | Q    |
| 3    | Andreas Rizzi     | Germania Ovest | 21"51 | Q    |
| 4    | Oumar Fye         | Gambia         | 22"30 |      |
| 5    | Sikendar Iqbal    | Pakistan       | 22"91 |      |
| 6    | Peni Bati         | Figi           | dns   | dns  |
| 7    | Don Quarrie       | Giamaica       | dns   | dns  |

#### Batteria 8
| Pos. | Nome                    | Nazionalità             | Tempo | Note |
| ---- | ----------------------- | ----------------------- | ----- | ---- |
| 1    | Jean-Jacques Boussemart | Francia                 | 20"99 | Q    |
| 2    | Luke Watson             | Regno Unito             | 21"20 | Q    |
| 3    | Alfred Nyambane         | Kenya                   | 21"21 | Q    |
| 4    | Neville Hodge           | Isole Vergini Americane | 21"38 | q    |
| 5    | Larry Myricks           | Stati Uniti             | 21"74 |      |
| 6    | Georges Taniel          | Vanuatu                 | 22"28 |      |
| 7    | José Flores             | Honduras                | 22"94 |      |

### Quarti di finale
Si qualificano alle semifinali i primi quattro classificati di ogni batteria.

#### Batteria 1
| Pos. | Nome                    | Nazionalità   | Tempo | Note |
| ---- | ----------------------- | ------------- | ----- | ---- |
| 1    | Calvin Smith            | Stati Uniti   | 20"60 | Q    |
| 2    | João Batista da Silva   | Brasile       | 20"65 | Q    |
| 3    | Allan Wells             | Regno Unito   | 20"81 | Q    |
| 4    | Jean-Jacques Boussemart | Francia       | 20"86 | Q    |
| 5    | Angel Heras             | Spagna        | 21"25 | Q    |
| 6    | Earl Haley              | Guyana        | 21"39 |      |
| 7    | Luis Schneider          | Cile          | 21"39 |      |
| 8    | Jae-Keun Chang          | Corea del Sud | dnf   | dnf  |

#### Batteria 2
| Pos. | Nome                  | Nazionalità | Tempo | Note |
| ---- | --------------------- | ----------- | ----- | ---- |
| 1    | Carlo Simionato       | Italia      | 20"75 | Q    |
| 2    | Desai Williams        | Canada      | 20"87 | Q    |
| 3    | Boubacar Diallo       | Senegal     | 20"97 | Q    |
| 4    | Cameron Sharp         | Regno Unito | 20"99 | Q    |
| 5    | Patrick Barré         | Francia     | 21"12 |      |
| 6    | Paul Narracott        | Australia   | 21"34 |      |
| 7    | Alfred Nyambane       | Kenya       | 21"55 |      |
| 8    | Christopher Madzokere | Zimbabwe    | 21"55 |      |

#### Batteria 3
| Pos. | Nome                   | Nazionalità       | Tempo | Note |
| ---- | ---------------------- | ----------------- | ----- | ---- |
| 1    | Frank Emmelmann        | Germania Est      | 20"78 | Q    |
| 2    | Leroy Reid             | Giamaica          | 20"88 | Q    |
| 3    | Innocent Egbunike      | Nigeria           | 20"91 | Q    |
| 4    | Sergej Sokolov         | Unione Sovietica  | 20"93 | Q    |
| 5    | Atlee Mahorn           | Canada            | 21"13 |      |
| 6    | Christopher Brathwaite | Trinidad e Tobago | 21"14 |      |
| 7    | Andreas Rizzi          | Germania Ovest    | 21"37 |      |
| 8    | István Nagy            | Ungheria          | 21"52 |      |

#### Batteria 4
| Pos. | Nome              | Nazionalità             | Tempo | Note |
| ---- | ----------------- | ----------------------- | ----- | ---- |
| 1    | Pietro Mennea     | Italia                  | 20"68 | Q    |
| 2    | Vladimir Muravyov | Unione Sovietica        | 20"70 | Q    |
| 3    | Elliott Quow      | Stati Uniti             | 20"80 | Q    |
| 4    | Bruce Frayne      | Australia               | 20"97 | Q    |
| 5    | Luke Watson       | Regno Unito             | 20"99 |      |
| 6    | Roland Jokl       | Austria                 | 21"24 |      |
| 7    | Neville Hodge     | Isole Vergini Americane | 21"38 |      |
| 8    | Hector Daley      | Panama                  | dns   | dns  |

### Semifinali
Si qualificano alla finale i primi quattro classificati di ogni batteria.

#### Batteria 1
| Pos. | Nome                  | Nazionalità      | Tempo | Note |
| ---- | --------------------- | ---------------- | ----- | ---- |
| 1    | João Batista da Silva | Brasile          | 20"56 | Q    |
| 2    | Frank Emmelmann       | Germania Est     | 20"63 | Q    |
| 3    | Pietro Mennea         | Italia           | 20"68 | Q    |
| 4    | Elliott Quow          | Stati Uniti      | 20"69 | Q    |
| 5    | Cameron Sharp         | Regno Unito      | 20"69 |      |
| 6    | Desai Williams        | Canada           | 20"71 |      |
| 7    | Leroy Reid            | Giamaica         | 20"89 |      |
| 8    | Sergej Sokolov        | Unione Sovietica | 20"89 |      |

#### Batteria 2
| Pos. | Nome                    | Nazionalità      | Tempo | Note |
| ---- | ----------------------- | ---------------- | ----- | ---- |
| 1    | Calvin Smith            | Stati Uniti      | 20"29 | Q    |
| 2    | Carlo Simionato         | Italia           | 20"60 | Q    |
| 3    | Innocent Egbunike       | Nigeria          | 20"63 | Q    |
| 4    | Allan Wells             | Regno Unito      | 20"63 | Q    |
| 5    | Vladimir Muravyov       | Unione Sovietica | 20"71 |      |
| 6    | Jean-Jacques Boussemart | Francia          | 20"76 |      |
| 7    | Bruce Frayne            | Australia        | 20"94 |      |
| 8    | Boubacar Diallo         | Senegal          | 20"96 |      |

### Finale
| Pos.    | Nome                  | Nazionalità   | Tempo | Note                  |
| ------- | --------------------- | ------------- | ----- | --------------------- |
| Oro     | Calvin Smith          | Stati Uniti   | 20"14 | Record dei campionati |
| Argento | Elliott Quow          | Stati Uniti   | 20"41 |                       |
| Bronzo  | Pietro Mennea         | Italia        | 20"51 |                       |
| 4       | Allan Wells           | Gran Bretagna | 20"52 |                       |
| 5       | Frank Emmelmann       | Germania Est  | 20"55 |                       |
| 6       | Innocent Egbunike     | Nigeria       | 20"63 |                       |
| 7       | Carlo Simionato       | Italia        | 20"69 |                       |
| 8       | João Batista da Silva | Brasile       | 20"80 |                       |